# Omophron luzonicum
Omophron (Omophron) luzonicum – gatunek chrząszcza z rodziny biegaczowatych, podrodziny Omophroninae i plemienia Omophronini.

## Taksonomia
Gatunek został opisany w 1967 roku przez Philipa Jacksona Darlingtona Juniora.

## Występowanie
Gatunek ten jest endemitem Filipin.